# Louis Neefs
Louis Neefs (8 augusti 1937-25 december 1980) var en belgisk artist. Han var känd artist under 1960- och 1970-talen i sitt hemland Belgien men även i Nederländerna. Hans son, Günther Neefs, är även han artist.
Louis Neefs deltog i Eurovision Song Contest två gånger, 1967 och 1969. Han arbetade även som radiopratare för belgiska BRT TV (Binnen en Buiten et Tienerklanken). 1980 dog han i en bilolycka 43 år gammal.